# Steinbruch Anneliese
Der Steinbruch Anneliese liegt im Kreis Warendorf in Nordrhein-Westfalen. Er ist heute ein Naturschutzgebiet. Das etwa 43 ha große Gebiet, das im Jahr 1988 unter Naturschutz gestellt wurde, erstreckt sich südlich der Kernstadt Ennigerloh. Östlich verläuft die B 475.
Die Unterschutzstellung erfolgt zur Erhaltung, Förderung, Entwicklung und Wiederherstellung von Lebensgemeinschaften und Lebensstätten wildlebender, z. T. stark gefährdeter Tier- und Pflanzenarten, insbesondere zur Erhaltung und Entwicklung des Vorkommens des Edelkrebses (Astacus astacus), der kalkquellsumpf- und kalkhalbtrockenrasenähnlichen Pflanzengesellschaften und deren nährstoffarme Standorte wie auch zum Schutz der standorttypischen Pflanzen bzw. Pflanzengesellschaften eines oligotrophen
Stillgewässers, der Verlandungszonen, Pionierstandorte, der randlichen Waldstrukturen und extensiv genutzten Grünlandflächen sowie zum Schutz der hieran angepassten Tiere wie Amphibien-, Libellen- und Vogelarten.

## Mineralien im Steinbruch
Bei Mindat sind bisher folgende Mineralfunde dokumentiert: Pyrit und Strontianit.